# Де Грегорио (Беневенто)
Де Грегорио је насеље у Италији у округу Беневенто, региону Кампанија.
Према процени из 2011. у насељу је живело 12 становника. Насеље се налази на надморској висини од 236 м.